# طوطی‌های طوق‌دار
طوطی‌های طوق‌دار (نام علمی: Psittacula) یا طوطی‌های گردن‌طوق‌دار آفریقایی-آسیایی اعضای سردهٔ طوطی‌ها هستند که معمولاً در پرورش پرندگان شناخته می‌شوند، از آفریقا تا جنوب شرق آسیا منشأ می‌گیرند. این یک گروه گسترده با غلظت مشخص از گونه‌ها در جنوب آسیا و همچنین با نمایندگانی در آفریقا و جزایر اقیانوس هند است. این تنها سردهٔ طوطی است که اکثر گونه‌های آن در قاره آسیا هستند. از همه گونه‌های موجود، تنها سه گونهٔ Psittacula calthropae , Psittacula caniceps و Psittacula echo نماینده‌ای در هیچ بخشی از سرزمین اصلی قاره آسیا ندارند. طوطی طوق‌صورتی، Psittacula krameri، یکی از پراکنده‌ترین طوطی‌ها است.
این طوطی‌ها بیشتر دارای پرهای سبز هستند و بزرگسالان دارای سرهای رنگی هستند. نوک تنومند و دم بلند و لوزی‌شکل است.

## گونه‌ها و تبارزایی

### رده‌بندی کنونی

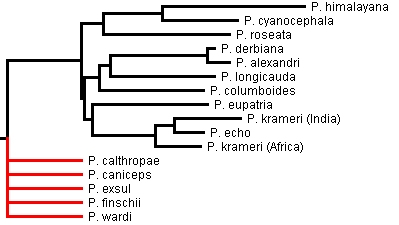
سردهٔ Psittacula بر اساس شواهد مولکولی موجود. گونه‌هایی که با خطهای قرمز مشخص شدند، در حال حاضر در تبارزایی جای ندارند، اما متعلق به این سردهٔ هستند.

این سرده شامل ۱۶ گونه است که سه گونه منقرض‌شده هستند.
- † طوطی نیوتن، Psittacula exsul - منقرض‌شده (حدود ۱۸۷۵)
- طوطی پژواک، Eques Psittacula
  - † پاراکیت Réunion , Psittacula eques eques - منقرض‌شده در اواسط قرن هجدهم
- † طوطی خاکستری Mascarene , Psittacula bensoni - منقرض‌شده (حدود ۱۷۶۴) (قبلاً در جنس † طوطی نوک‌تیز طبقه‌بندی می‌شد، و هنوز هم توسط برخی از مقامات چنین در نظر گرفته می‌شود)
- طوطی طوق‌صورتی، Psittacula krameri
- شاه‌طوطی اسکندر، Psittacula eupatria
- † طوطی سیشل، Psittacula wardi - منقرض‌شده (۱۸۸۳)
- طوطی سرآلویی، Psittacula cyanocephala
- طوطی سرصورتی، Psittacula roseata
- طوطی سرتوسی، Psittacula himalayana
- طوطی سرخاکستری، Psittacula finschii
- طوطی بال‌آبی، Psittacula columboides
- طوطی لایارد، Psittacula calthrapae
- طوطی لرد دربی، Psittacula derbiana
- طوطی سینه‌سرخ، Psittacula alexandri (که به آن طوطی سبیل‌دار نیز می‌گویند)
- طوطی دم‌دراز، Psittacula longicauda
- طوطی نیکوبار، Psittacula caniceps